# Rainer Splitt

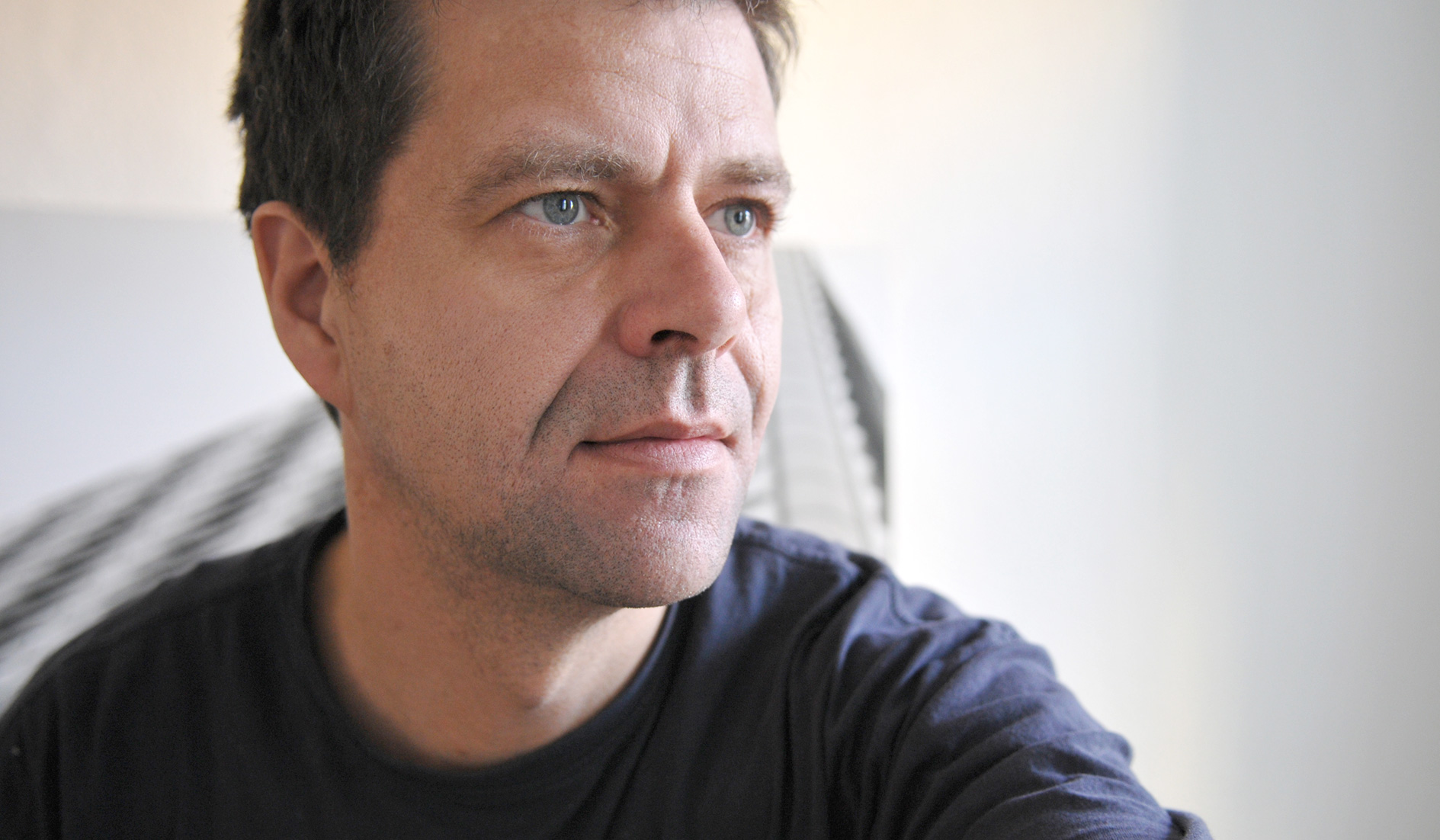
Rainer Splitt (2009)

Rainer Splitt (* 1963 in Celle) ist ein deutscher Künstler.
Er studierte an der Hochschule für Bildende Künste Braunschweig, der École des Beaux-Arts in Nîmes und der School of Visual Arts in New York. Heute lebt und arbeitet er in Berlin. Bekannt ist er vor allem für seine Farbgüsse aus Kunstharz und Polyurethan sowie in Farbe getauchte Tafeln.

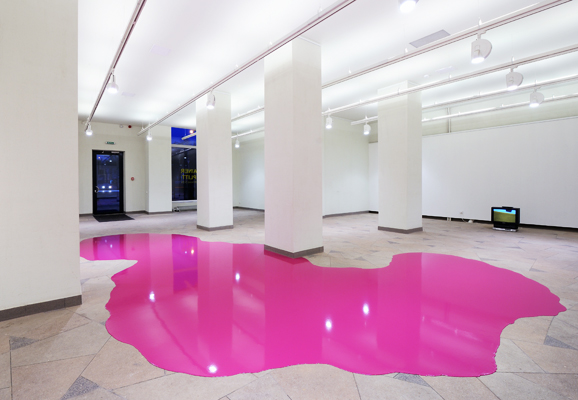
Farbguß Vilnius (2009)

Ausstellungen seiner Arbeiten fanden und finden regelmäßig in zahlreichen Galerien und Kunsthallen statt, unter anderem im Kunstmuseum Celle (2003), Kunstverein Ruhr (2004) sowie im Kunstverein Aichach (2007).

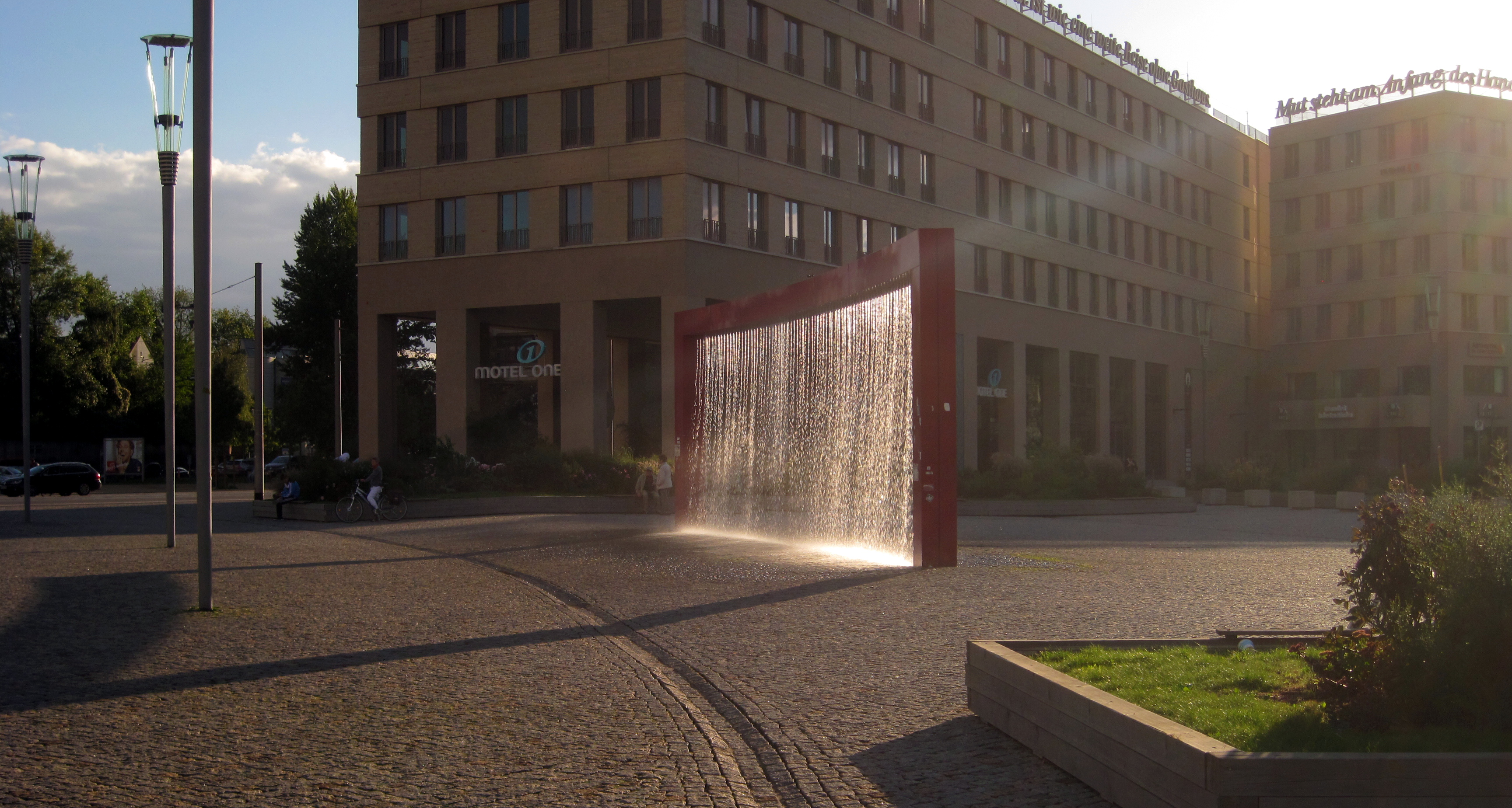
Kunstprojekt Waterscreen am Postplatz nahe dem Schauspielhaus.

Im Herbst 2006 gewann er mit seinem Entwurf „Waterscreen“ den Wettbewerb für die künstlerische Gestaltung des Platzes am Schauspielhaus der Stadt Dresden.
Rainer Splitt ist Mitglied im Deutschen Künstlerbund. Er erhielt für seine Arbeiten schon einige Auszeichnungen, u. a. im Jahr 2003 das renommierte Stipendium der Deutschen Akademie Rom Villa Massimo.